# 武冈尾叶冬青
武冈尾叶冬青（学名：Ilex wilsonii var. handel-mazzettii）为冬青科冬青属下的一个变种。